# Ica (département)
Le département d'Ica (en espagnol : Departamento de Ica) est une région du Pérou, au bord de l'océan Pacifique. Sa capitale est la ville d'Ica,,.

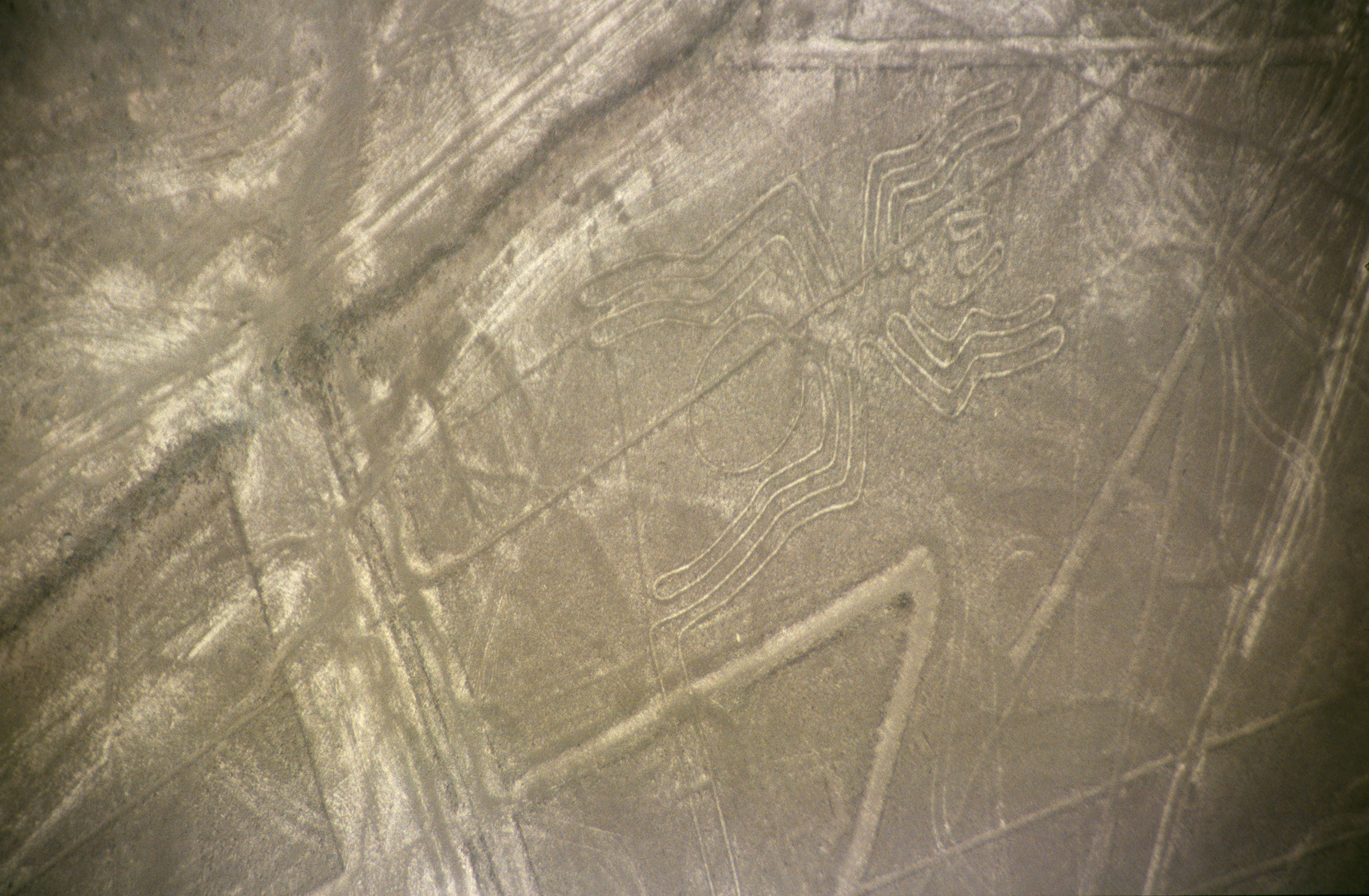
Lignes de Nazca : figure de l'Araignée.

## Divisions administratives
La région d'Ica est divisée en cinq provinces :
| Province | Chef-lieu    | Districts | Carte des provinces |
| -------- | ------------ | --------- | ------------------- |
| Chincha  | Chincha Alta | 11        |                     |
| Ica      | Ica          | 14        |                     |
| Nazca    | Nazca        | 5         |                     |
| Palpa    | Palpa        | 19        |                     |
| Pisco    | Pisco        | 8         |                     |